# Scott Pruitt
Edward Scott Pruitt (ur. 9 maja 1968) – amerykański prawnik, prokurator generalny Oklahomy i kierownik Agencji Ochrony Środowiska.
W 2010 został wybrany na prokuratora generalnego stanu Oklahoma, a w 2016 został mianowany na kierownika Agencji Ochrony Środowiska w gabinecie Donalda Trumpa.